# Jean Howard
Ne doit pas être confondu avec l'actrice Jean Speegle Howard (1927-2000).
Pour les articles homonymes, voir Howard.

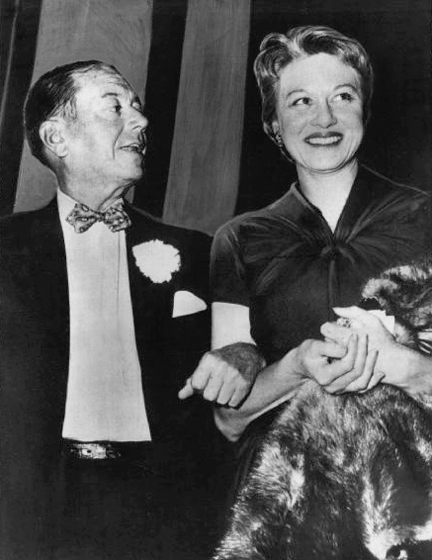
Jean Howard et Cole Porter, début 1954

Jean Howard, née Ernestine Mahoney le 13 octobre 1910 à Longview, Texas et morte le 20 mars 2000  à Beverly Hills, Californie, est une Ziegfeld Girl et Goldwyn Girl (en), actrice de cinéma et photographe professionnelle américaine.

## Biographie
Jean Howard est née à Longview, au Texas, et a grandi à Dallas.  Elle décroche un contrat avec la Metro Goldwyn Mayer en tant que choriste dans le tube d'Eddie Cantor à Broadway, Whoopee ! .
Jean Howard apparait à Broadway dans trois productions : The Age of Innocence avec Franchot Tone ; Ziegfeld Follies de 1931 avec Iris Adrian et Harry Richman ; et Evensong.
En 1931 Jean Howard rencontre les Porter pour la première fois chez Ethel Borden (en) qui donne des soirées après le théâtre à New York. Jean devient la plus proche amie de Linda Lee Thomas (en) et de Cole Porter. Après sa mère et Linda, Jean est la femme la plus aimée de Cole depuis leur rencontre en 1931 jusqu'à sa mort. Après la mort de Linda, Jean lui devient encore plus cher, et ils voyage beaucoup ensemble.
Jean Howard prend au sérieux la photographie dans les années 1940 en étudiant au Art Center College of Design de Los Angeles et utilise son appareil photo pour capter des moments à Hollywood dans les années 1940 et 1950. Elle reçoit des missions de magazines comme Life et  Vogue . Elle photographie des fêtes, des rassemblements, des tournois sportifs, etc., prenant en photo Tyrone Power, Gene Tierney, Richard Burton, Cole Porter, Judy Garland, Grace Kelly, Hedy Lamarr, Jennifer Jones, Deborah Kerr, Geraldine Page, Ethel Barrymore, Laurence Olivier et Vivien Leigh. En 1989, elle publie son livre, Jean Howard's Hollywood, un hommage à l'âge d'or d'Hollywood.

## Cinéma
- 1930 : Whoopee !, film musical américain réalisé par Thornton Freeland.
- 1933 : The Prizefighter and the Lady (Un cœur, deux poings), film américain réalisé par W. S. Van Dyke.
- 1935 : Break of Hearts (Cœurs brisés), film américain réalisé par Philip Moeller.
- 1941 : Claudia, film américain en noir et blanc réalisé par Edmund Goulding.

## Vie privée
Jean Howard a été courtisée par Louis B. Mayer, le chef tyrannique de la MGM, qui lui a proposé le mariage, promettant de divorcer de sa femme. En 1935, Jean Howard épouse l'agent américain Charles K. Feldman. leur maison à Coldwater Canyon (en) devient le centre de la vie sociale hollywoodienne. Ils se battent fréquemment et divorcent en 1947; Cependant, ils restent  bons amis et continuent même à partager une maison pendant un certain temps.
Héritant d'une fortune en bijoux de ses amis Linda Lee Thomas (en) et Cole Porter; Howard a vécu sur l'île de Capri où elle s'est mariée avec Tony Santoro, un musicien italien. Elle est décédée en 2000, à l'âge de 89 ans, dans sa maison de Coldwater Canyon, à Beverly Hills, en Californie. Elle est enterrée dans le mausolée de l'Abbaye des Psaumes du Hollywood Forever Cemetery, à Hollywood, en Californie[réf. nécessaire].